# Wan Azizah Wan Ismail
Datuk Seri Dra. Wan Azizah binti Wan Ismail conocida simplemente como Wan Azizah (n. Singapur, 3 de diciembre de 1952) es una oftalmóloga y política malasia que ejerció como líder de la oposición en el Dewan Rakyat tras su elección como diputada por Permatang Pauh en una elección parcial en 2015 hasta 2018. Ella es la primera mujer en ocupar el cargo y también es presidenta del Partido de la Justicia Popular (PKR) y miembro de la Asamblea del estado de Selangor por Kajang.
En 2018 con la victoria del Pakatan Harapan en las elecciones federales fue elegida vice primera ministra de Malasia en el segundo gobierno de Mahathir Mohamad (primer gobierno ajeno a la UMNO en la historia de la nación). Fue la primera mujer en ocupar dicho cargo y la primera líder de la oposición en acceder a un cargo ejecutivo.
Anteriormente también fue elegida como miembro del Parlamento por Permatang Pauh desde 1999 hasta 2008 y fue la líder de la oposición en Dewan Rakyat desde marzo de 2008 hasta el 31 de julio de 2008, antes de desocupar ambas posiciones para acelerar el regreso de su esposo Anwar Ibrahim a la política.

## Primeros años
Wan Azizah nació en Singapur en 1952, Wan Azizah recibió su educación temprana en la Escuela del Convento de San Nicolás, Alor Setar. Continuó su educación en Tunku Kurshiah College. en Seremban antes de ir a estudiar medicina en el Royal College of Surgeons en Irlanda, donde recibió una medalla de oro en obstetricia y ginecología, y luego se graduó como oftalmóloga calificada.
Wan Azizah fue médico del gobierno durante 14 años antes de decidir centrarse en el trabajo voluntario, cuando su esposo, Anwar Ibrahim, fue nombrado vice primer ministro de Malasia en 1993. Como parte de sus actividades voluntarias, se convirtió en patrona de MAKNA (Kanser Nasional Majlis o Consejo Nacional del Cáncer) en ese período, y se convirtió en la segunda mujer en dirigir un partido político en la historia de Malasia, después de Ganga Nayar.

## Carrera política

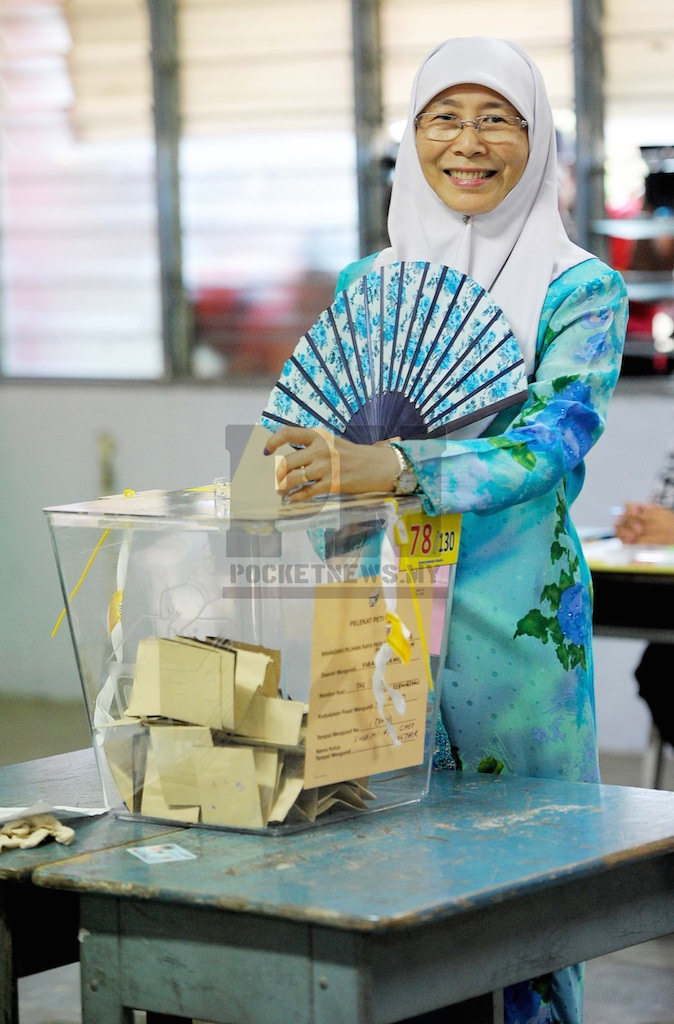
Wan Azizah votando en las elecciones parciales de 2015, donde fue elegida diputada.

Tras el despido y el arresto de su esposo el 20 de septiembre de 1998, la Dra. Wan Azizah se ganó el respeto y la admiración de muchos malasios como la líder del incipiente movimiento Reformasi. Primero dirigió el Movimiento de Justicia Social (ADIL), una ONG por derechos civiles, antes de ayudar a establecer el Parti Keadilan Nasional (Partido de la Justicia Nacional) el 4 de abril de 1999. El establecimiento del partido vio a la Dra. Wan Azizah ser elegida como el primera presidenta del mismo.
El 3 de agosto de 2003, llevó al partido a una fusión con el antiguo Partido Popular de Malasia (o Parti Rakyat Malaysia), para fundar el Partido de la Justicia Popular, convirtiéndose de nuevo en presidenta del mismo.
En las elecciones federales de 1999, en las que el partido compitió por primera vez, el PKN obtuvo 5 escaños y Wan Azizah fue elegida diputada con una diferencia de 9.077 votos en su circunscripción. Ella retuvo con éxito el escaño en las elecciones de 2004 después de cinco recuentos con una mayoría reducida.
Como líder de un partido político y también representante parlamentaria, la Dra. Wan Azizah participa en muchos programas y actividades a nivel nacional e internacional. Ha hablado en programas patrocinados por la ONU y en los medios locales e internacionales. También es la Vicepresidenta del Caucus Parlamentario de Malasia para la Democracia en Myanmar y miembro del Caucus Interparlamentario de Myanmar de ASEAN.
Wan Azizah retuvo su escaño parlamentario de Permatang Pauh en las elecciones de 2008 con una mayoría de 13.388, fue de este modo elegida líder de la oposición en el Dewan Rakyat por todos los diputados del Pakatan Rakyat (Pacto Popular) la principal coalición opositora.
Con el anuncio público de Anwar Ibrahim con respecto a su intención de volver a la política activa a pesar de estar legalmente impedido, Wan Azizah prometió dejar el liderazgo del partido si su marido renunciaba. Sin embargo, ella también indicó que tenía la intención de defender su escaño parlamentario para Permatang Pauh. Sin embargo, el 31 de julio de 2008, tras el fin de la prohibición política de su marido, Wan Azizah dimitió de su escaño para facilitar una elección parcial, en la que Ibrahim triunfó por amplia mayoría.
El 9 de marzo de 2014, el PKR anunció a la presidenta del partido Dra. Wan Azizah Wan Ismail como su nueva candidata para la elección parcial de Kajang. Esto siguió la sentencia de Anwar Ibrahim a cinco años de prisión después de que el tribunal de apelaciones de Malasia anula la absolución por sodomía que hizo que Anwar no pueda postularse para las elecciones parciales. Wan Azizah ganó estas elecciones por amplio margen y se convirtió en diputada de la Asamblea Legislativa de Selangor.